# Bendersville
Bendersville es un borough ubicado en el condado de Adams en el estado estadounidense de Pensilvania. En el año 2000 tenía una población de 576 habitantes y una densidad poblacional de 537.4 personas por km².

## Geografía
Bendersville se encuentra ubicado en las coordenadas 39°58′57″N 77°14′59″O / 39.98250, -77.24972.

## Demografía
Según la Oficina del Censo en 2000 los ingresos medios por hogar en la localidad eran de $39 688 y los ingresos medios por familia eran $41 250. Los hombres tenían unos ingresos medios de $30 000 frente a los $20 417 para las mujeres. La renta per cápita para la localidad era de $15 066. Alrededor del 9.6% de la población estaba por debajo del umbral de pobreza.